# 义庆隆酒
义庆隆酒又称义庆隆老白干，是河北衡水出产的白酒，其来源与衡水老白干相同：均为1520年当地郑氏家族所创立的“庆隆酒坊”。至清初一寒士赴京赶考有难，酒坊老板慷慨相助，寒士取得功名后返回亲自题匾相谢，于原名前加个“义”子，酒坊遂改名为“义庆隆”，乃衡水老十八酒坊之一。1946年12月当地易手后，当局将”义庆隆”、”恒聚成”、”诚兴”、”德聚”、”福兴隆”等当地16家酒坊合并成立“冀南行署地方国营衡水制酒厂”，之后数度迁址扩建、改制易名。郑氏后人因掌握技术，数代入厂供职。改革开放后，政府于1985年开始允许民间资本进入白酒行业，而国营酒厂在1990年代末因市场和体制等问题陷入困境，1987年入厂任职的郑氏第19代传人郑玉江便辞去酒厂公职，于1998年恢复重开了义庆隆，以传统技艺重新生产义庆隆酒。义庆隆老白干乃以纯粮为原料，经人工踩曲、地缸发酵、天锅蒸酒、陶坛藏酒，活窖老熟、地下深养等传统酿造工艺酿成的兼香型白酒。